# ムスチスラフ・ウラジミロヴィチ (ドロゴブージ公)
ムスチスラフ・ウラジミロヴィチ（ロシア語: Мстислав Владимирович、? - 1203年以降）は、キエフ大公ムスチスラフの末子のウラジーミルの子である。ドロゴブージ公：1171年 - 1173年、トリポリエ公：1173年 - 1183年以降、カネフ公：1194年 - 1203年。
1171年、父のウラジーミルがキエフ大公位に就き、その父の所領であったドロゴブージの公位をムスチスラフが継いだ。その後、ドロゴブージの統治権がルーツク公ヤロスラフの元に統合され、ドロゴブージ公位がヤロスラフの子らに受け継がれるようになると、ムスチスラフはポロシエのトリポリエを受領した。1184年、キエフ大公スヴャトスラフの指揮するポロヴェツ族への遠征軍に参加し、オレリ川の戦いでコビャークを破った。ルーシの年代記（レートピシ）上における、以降のムスチスラフに関する記述は1194年のものであり、キエフ大公となったリューリクからポロシエの都市カネフを受領した、と記されている。
このリューリクとロマンとの、キエフ大公位をめぐる闘争の一過程における、1203年のキエフ包囲戦(ru)においてムスチスラフは捕虜となり、スノフスク（現セドニウ）へ送られた。以降の消息、また、妻子・子孫に関する記録は残されていない。